# PowerPC
PowerPC (акроним за Performance Optimization With Enhanced RISC – понякога съкратено PPC) е компютърна архитектура, основана на RISC инструкциите, създадена през 1991 г. от фирмите Apple, IBM и Motorola (алианс, известен като AIM). PowerPC, като развиваща се система от процесорни инструкции, от 2006 г. е преименувана на Power ISA, но все още се използва като запазена марка за някои реализации на процесорите, базирани на Power архитектурата.
Първоначално предназначени за персонални компютри, PowerPC процесорите стават популярни като вградени и високопроизводителни процесори. PowerPC е крайъгълният камък на AIM PReP и Общата Хардуерна Референтна Платформа инициирана през 1990. Архитектурата PowerPC става известна поради употребата си в Macintosh линии на Apple от 1994 г. до 2006 г. (преди Apple да преминат към употребата на Intel процесори). Освен това Power се използват в конзоли за видеоигри и множество вградени приложения.
PowerPC се основава предимно на по-ранния процесорен набор от инструкции POWER на IBM, и запазва високо ниво на оперативна съвместимост с него. Архитектурите са останали достатъчно близо, та че същите програми и операционни системи могат да работят и на двете, ако при подготовката на програмите са взети под внимание някои особености. По-новите процесори от серията POWER прилагат пълния набор PowerPC инструкции.